# 経済

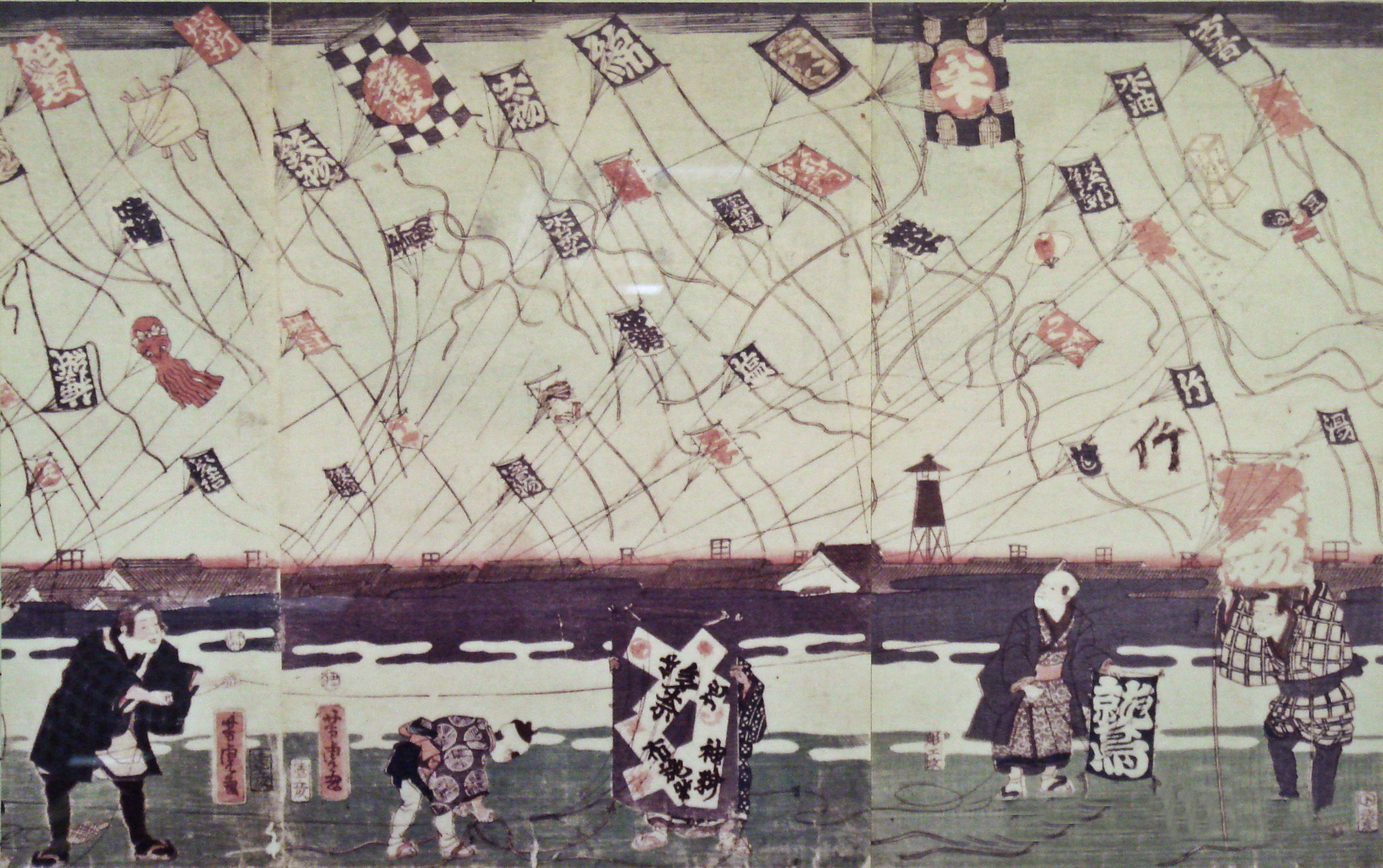
インフレーションのアレゴリー（幕末、1868年より前）

経済（、希: οικονομία、羅: oeconomia、英: economy〈エコノミー〉）とは、社会が物および財の生産・流通・消費活動を調整するシステムそのものである。さらに貨幣経済のもとにおいては、社会の財の生産活動に加え、貨幣を通じた財の交換と分配そして貨幣そのものの供給・流通活動も経済と呼ばれる。

## 概要
人々が豊かな生活を送るためには、需要に応じて財やサービスを生産し、その需要を過不足なく満たせる精度の高い社会構築が必要である。世の中にある資源は一部の例外を除き有限のものであり（希少性と呼ぶ）、もし何らかの財・サービスを手に入れるためには他の財・サービスもしくは資源の入手を諦めなければならない。経済とは人間の財やサービスの生産・消費そして交換等の活動（経済活動）を調整するシステムであり、経済学とはそのシステムを研究する学問である。
人間による重要な経済活動の一つに、交換過程（交換）がある。余分な財物と不足する財物との交換（物々交換）は、貨幣の登場前の共同体社会から存在し、交換を通じで財やサービスの不足が埋められ、同時に供給の過剰も解消される。貨幣経済になると、貨幣が財物・サービス等と引き換えられ、社会において財物と『引き換える』価値があるとされる貨幣により財物の交換は物々交換よりもはるかに容易になり、貨幣は交換機能を強化していった。また貨幣は富の蓄積の表象としての側面を持ち、貨幣を用いて価値が貯蔵されるようになった。また貨幣は、商品たる財物の価値を計算する尺度となり、財物の交換機能を円滑に行うのに無くてはならないものとなった。これら貨幣のはたらきも、経済学の重要な研究対象となっている。

## 語源
日本語の「経済」は英語の "economy"の訳語となっているが、このeconomyという語は古典ギリシア語の οικονομία（家政術）に由来する。οικος は家を意味し、νομος は規則・管理を意味する。従って、economy の本来の意味は家計であるが、近代になってこれを国家統治の単位にまで拡張し、以前の意味と区別して政治経済学（political economy）という名称が登場する（この名称は後にアルフレッド・マーシャルによって economics と改められた。）。
近代以降、日本のみならず中国など漢字文化圏の国で、上記のような "economy" を意味する「経済」の語が普及したが、それ以前は政治的、倫理的意味を含む「経世済民」の略語として用いられていた日本の西洋化の過程で "economy" の和訳語として「経済」の用語が借用され、現代において「経済」は "economy" の訳語として漢字文化圏一般で通用する用語となった(pp169–170)>。
まず江戸時代後期の日本において、「経済」という言葉が人民の生活に関わる生産、支出、分配などの意味を含んで使われるようになり、幕末維新期に（古典派経済学における）"political economy" の訳語として用いられるようになった(pp165–166,169)。たとえば、1862年発行の辞書『英和対訳袖珍辞典』が political economy の訳語として「経済」「経済学」の訳語を挙げており、同じ年に西周が手紙の中で「経済学」の語を用いている(pp169–170)。「経済」の語が広まったのは、同時期に福澤諭吉が「経済」の語を用いていたことが大きく影響しているとされ(p1171)、この訳語の考案者を福沢諭吉とする文献もある 。political economyの訳語としては、同時期に『易経』に由来する資生なども提唱されたが、こちらはあまり普及しなかった。
"(political) economy" の訳語としての「経済」の語法は、やがて翻訳を通じて「経世済民」の語を生んだ中国（清）に逆輸入されたが、初めは訳語としてあまり用いられず、富国策、資生学といった用語が用いられていた。その後、中華民国の初期に孫文ら革命派が「経済」を用いた影響もあり、訳語として定着していった(pp176–182)。

## 経済体制

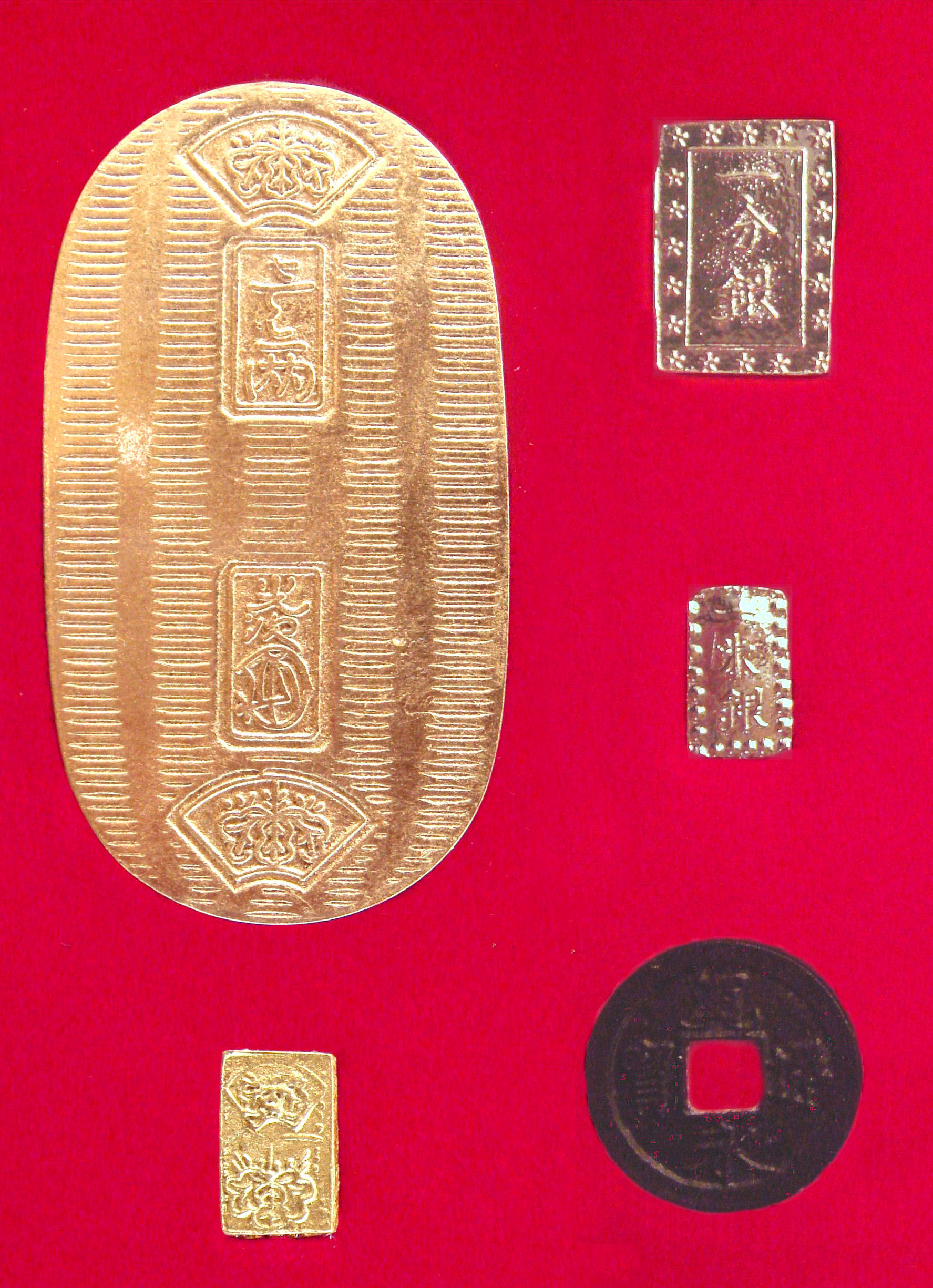
江戸時代の貨幣（1714年）

経済活動は法律をはじめとする様々な条件によって制約されている。それらの制約のもとで、社会は人々のニーズを満たせるように供給を組織化する。この組織化された供給の仕組みを経済体制 (Economic system) という。代表的な経済体制として以下が挙げられる。

### 伝統経済
伝統経済 (Traditional economy) とは生産や再配分などの主要な経済活動が慣習や文化によって大きく規定された経済である。集落や村落などの比較的に小規模な集団の経済にしばしば見られる形態であり、生産活動が個人の家柄や集団の文化によって定められているために予測可能性が高く、継続的かつ安定的な供給が維持される。

### 商品経済
商品経済とは財・サービスの生産・消費・分配が他社との分業に基づく交換によって成立している経済である。生産活動において余剰となった生産物が商品となり他者の需要を満たすために交換され消費される。交換の媒介に貨幣を用いなくとも商品経済は成立するが、貨幣の登場により貨幣経済となって商品経済の発達は加速した。

### 市場経済
市場経済 (Market economy) とは企業や個人が自己利益を最優先して財・サービスを生産し、市場の仕組みによって配分する形態の経済である。規範や指令もなく、市場における消費の動向によって生産活動が規定される特徴があり、個人の選択肢度が多く、意思決定がしやすく、また希少性の変化に柔軟に反応できる長所がある。ただし経済学が保証する市場経済の効率性は、財産権、取引の自由、参入・脱退にかかる障壁がないなど経済活動にかかる参入退出の自由、完全情報（情報の非対称性がないこと）などの条件が必要であり、これらの条件が満たされない場合には市場の失敗が生じる。

### 計画経済
計画経済 (Command economy) とは中央当局によってあらゆる経済活動が運営されている形態の経済である。指令経済とも言う。産業への必要物資、生産目標、生産割り当てなどが定められ、その計画に基づいて経済活動が遂行される。経済資源や労働力を計画的に運用することができるために特定の産業を集中的に発展できるとされる。一方で、計画経済の下では労働者のインセンティブが欠如しやすいという欠点がある。また、計画経済の存立可能性をめぐってなされた議論として経済計算論争がある。

## 経済成長
経済成長とは、経済規模の拡大や生産性の向上といった経済力の伸びを示す概念である。国の経済規模は、国内総生産（GDP）によって測られる。これら産出量やモノの動きが実質経済成長率であり、狭義にはこの変化率の上昇傾向を指して経済成長と呼ぶ。経済成長を決定づける要因や、実質経済成長率と物価、失業などとの関連を分析する経済学の分野としてマクロ経済学がある。

## 「経済」の派生的用法

### 金銭的
効率的な経済活動であることから転じて、商品の購入に際して金銭負担が少なくてすむことを「経済的」または「エコノミカル(Economical)」という。飛行機で最も低価格な座席等級を「エコノミークラス」と呼ぶのもこうした用法の1つである。

### 地理的
日本経済、アメリカ経済、中国経済などのように、国家の経済活動を「経済」と呼ぶことがある。大阪経済、香港経済などのように、ローカルの経済活動を指すこともある。